# Spathius cavillator
Spathius cavillator är en stekelart som beskrevs av Wilkinson 1931. Spathius cavillator ingår i släktet Spathius och familjen bracksteklar. Inga underarter finns listade i Catalogue of Life.